# Фокурі
Фокурі (рум. Focuri) — комуна у повіті Ясси в Румунії. До складу комуни входить єдине село Фокурі.
Комуна розташована на відстані 335 км на північ від Бухареста, 36 км на північний захід від Ясс.

## Населення
За даними перепису населення 2002 року у комуні проживали 6134 особи.
Національний склад населення комуни:
| Національність   | Кількість осіб | Відсоток |
| ---------------- | -------------- | -------- |
| румуни           | 5501           | 89,7%    |
| росіяни-липовани | 633            | 10,3%    |

Рідною мовою назвали:
| Мова      | Кількість осіб | Відсоток |
| --------- | -------------- | -------- |
| румунська | 5553           | 90,5%    |
| російська | 581            | 9,5%     |

Склад населення комуни за віросповіданням:
| Релігія       | Кількість осіб | Відсоток |
| ------------- | -------------- | -------- |
| православні   | 4918           | 80,2%    |
| старообрядці  | 634            | 10,3%    |
| римо-католики | 575            | 9,4%     |
| адвентисти    | 3              | < 0,1%   |
| п'ятдесятники | 1              | < 0,1%   |
| баптисти      | 1              | < 0,1%   |

## Зовнішні посилання
- Дані про комуну Фокурі на сайті Ghidul Primăriilor